# 藤田栄
藤田 栄（ふじた さかえ、1930年（昭和5年）4月10日 – 2012年（平成24年）11月10日）は、日本の政治家。自由民主党参議院議員（1期）。静岡新聞社取締役、伊豆新聞会長。

## 経歴
静岡県出身。1949年（昭和24年）、静岡県立静岡城内高等学校卒業。早稲田大学商学部卒業。静岡新聞社に入り、取材、地方各部長、出版、編集各局長、論説委員などを歴任。1983年（昭和58年）12月、熊谷弘の衆院選立候補に伴う参議院補欠選挙で静岡県選挙区から自由民主党公認で立候補して当選。1986年（昭和61年）の第14回参議院議員通常選挙で落選した。静岡新聞社取締役。静岡県社会教育委員、伊豆新聞会長なども務めた。